# Richard Boleslawski

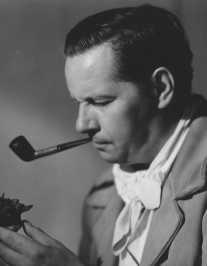
Ryszard Bolesławski

Richard Boleslawski, eigentlich Bolesław Ryszard Szrednicki (* 4. Februar 1889 in Warschau; † 17. Januar 1937 in Los Angeles, Kalifornien) war ein polnischer Schauspieler und Filmregisseur.

## Leben
Als Bolesław Ryszard Szrednicki in Warschau geboren, war er seit dem Alter von 16 auf der Bühne und nahm schließlich Schauspielunterricht an der Moskauer Hochschule der Künste bei Konstantin Stanislawski. Er drehte einige Filme, doch nach der Oktoberrevolution verließ er 1919 das Land und kehrte zunächst nach Polen zurück, wo er als Kavallerist gegen die Bolschewiki kämpfte. 1920 war er verantwortlich für den Propagandastreifen Das Wunder an der Vistula, in dem die Rolle der polnischen Armee in den Kämpfen um Warschau glorifiziert wurde. Im Folgejahr ging er nach Deutschland und wirkte unter anderem 1922 als Schauspieler in Carl Theodor Dreyers Film Die Gezeichneten mit. Mit Zwischenaufenthalten in Frankreich kam er schließlich Mitte der 1920er in die Vereinigten Staaten, wo er sich rasch als erfolgreicher Regisseur am Broadway etablieren konnte. 1923 gründete er das American Laboratory Stage Theatre in New York City, aus dem sich später das Actor’s Studio entwickeln sollte.
1929 schloss sich Boleslawski im Sog des Tonfilms dem Exodus der Broadwaytalente gen Hollywood an und stieg rasch vom Dialogcoach zum Regisseur auf. Er arbeitete vorrangig für Metro-Goldwyn-Mayer (MGM). Sein Durchbruch kam 1932, als Irving Thalberg ihm die Regie der problembeladenen Produktion von Der Dämon Russlands – Rasputin anvertraute. In dieser Großproduktion waren erstmals die drei Geschwister John Barrymore, Lionel Barrymore und Ethel Barrymore gemeinsam vor der Kamera zu sehen. Die Geschichte um die Ermordung von Rasputin hatte bereits für enorme Zensurprobleme gesorgt, nach der Veröffentlichung wurde MGM von Angehörigen der Zarenfamilie erfolgreich auf eine enorme Schadensersatzssumme verklagt.
Boleslawski war in den Folgejahren vorrangig für elegante, melodramatische, mitunter humorvolle Produktionen verantwortlich. 1933 etwa drehte Boleslawski mit Storm at Daybreak ein packendes Melodrama aus der Zeit des 1. Balkankrieges mit Kay Francis und Walter Huston und die romantische Komödie Fugitive Lovers mit dem beliebten Paar Robert Montgomery und Madge Evans. Besondere Entfaltung gelang Boleslawski jedoch in Werken für andere Produzenten, so in seiner Adaption von Les Miserables oder in dem Abenteuerfilm Clive of India, in dem Ronald Colman praktisch im Alleingang halb Indien erobert und nebenbei noch die Liebe von Loretta Young gewinnt. Bis heute ist Boleslawski vorrangig für seinen Film Der bunte Schleier bekannt, eine Literaturverfilmung nach W. Somerset Maugham mit Greta Garbo in der Hauptrolle. Der Film wurde von Kritikern jedoch als langweilig und statisch verrissen und vom Publikum abgelehnt, konnte durch die enorme europäische Nachfrage jedoch einen leichten Gewinn verzeichnen. Zu einem fulminanten Flop wuchs sich 1936 indes Der Garten Allahs aus. Die Produktion litt unter den Streitereien von Marlene Dietrich und David O. Selznick sowie den ungewöhnlichen Drehbedingungen im Wüstensand. Mit der Screwball-Komödie Theodora wird wild, in der Irene Dunne als Kleinstadtmädchen heimlich einen frivolen Roman schreibt und plötzlich bekannt wird, ging es für Boleslawski wieder aufwärts: MGM vertraute ihm die Gesellschaftskomödie The Last of Mrs. Cheyney mit Joan Crawford in der Titelrolle an.
Boleslawski war bereits während der Dreharbeiten zum Garten Allahs in der Wüste Yuma schwer erkrankt. Wahrscheinlich infolge des Konsums von Quellwasser magerte er im Laufe der Zeit auf 45 Kilogramm ab, konnte sich aber schon bald wieder einigermaßen erholen. Sein plötzlicher Herztod mit nur 47 Jahren inmitten der Dreharbeiten zu The Last of Mrs. Cheyney (der von George Fitzmaurice beendet wurde) steht mutmaßlich mit der Schwächung seiner Konstitution durch die Vergiftung in Verbindung.
Richard Boleslawski war drei Mal verheiratet und hinterließ aus der bis zu seinem Tod währenden letzten Ehe mit der Schauspielerin und Musikerin Norma Drury ein Kind. Ein Stern auf dem Hollywood Walk of Fame erinnert an seine Verdienste für die Filmbranche.

## Filmografie (Auswahl)
- Tri Vstrechi (Russland)
- 1918: Bread (Russland)
- 1920: The Miracle of the Vistula (Polen)
- 1932: Der Dämon Russlands – Rasputin (Rasputin and the Empress)
- 1933: Herz zu verschenken (Beauty for Sale)
- 1933: Storm at Daybreak
- 1934: Zwei Herzen auf der Flucht (Fugitive Lovers)
- 1934: Hollywood Party
- 1934: Dr. Fergusons schwierigster Fall (Men in White)
- 1934: Geheimagent 13 (Operator 13)
- 1934: Der bunte Schleier (The Painted Veil)
- 1935: Kampf um Indien (Clive of India)
- 1935: Die Elenden (Les Miserables)
- 1935: Metropolitan
- 1935: Unter der Peitsche (O’Shaughnessy’s Boy)
- 1936: Helden aus der Hölle (Three Godfathers)
- 1936: Der Garten Allahs (The Garden of Allah)
- 1936: Theodora wird wild (Theodora Goes Wild)
- 1937: Eine Dame der Gesellschaft (The Last of Mrs. Cheyney)

## Werke
- Lance Down. Between the Fires in Moscow. In Collaboration with Helen Woodward. Bobbs-Merrill Co., Indianapolis IN 1932 (In deutscher Sprache: Lanzen nieder! (1917. Roman der russischen Revolution.). Übersetzt von Julie Mathieu. Propyläen-Verlag, Berlin 1936).
- The Way of the Lancer. In Collaboration with Helen Woodward. Bobbs-Merrill Co., Indianapolis IN 1932 (In deutscher Sprache: Polnische Ulanen. Übersetzt aus dem Englischen von Paul Fohr. Propyläen-Verlag, Berlin 1935).
- Acting. The First Six Lessons. Theatre Arts Inc., New York NY 1933 (In deutscher Sprache: Acting. Die ersten sechs Schritte. Übersetzt von Uta Pongratz. Verlag Eigene Werte, Wanna 2001, ISBN 3-934080-00-6).